# Снежный человек (фильм)
«Сне́жный челове́к» (англ. Strange Wilderness) — кинофильм 2008 года.

## Сюжет
Пара чудаков, всю жизнь занимавшихся съёмками фильмов о животных, вдруг оказываются на грани вылета с телевидения вместе со своим шоу. Они стараются найти выход, и удача им улыбается — старый друг Билл буквально приносит решение всех проблем — фотографии снежного человека.
Не обходится и без конкуренции, которая представлена в лице Пирсона, обошедшего команду на первых этапах. Далее события развиваются в пользу команды: Пирсон умирает от рук злобных пигмеев, порубивших его пополам, группа с трудом, но все же разбирается с картой и находит убежище снежного человека, которого в конце концов расстреляли в порыве ужаса. Данный расстрел ставит крест на шоу. После чего съёмочная группа разошлась. Но на этом история не кончается, ведущего участника группы Питера навещает экс-оператор команды Майлз, который даёт идею о съёмках акул, жизнь которых заинтересует зрителей…

## В ролях
| Актёр           | Роль                                                 |
| --------------- | ---------------------------------------------------- |
| Стив Зан        | ведущий Питер Голк                                   |
| Аллен Коверт    | звукооператор Фред Вольф                             |
| Джона Хилл      | менеджер Линн Кукер                                  |
| Джастин Лонг    | оператор Джуниор                                     |
| Роберт Патрик   | охотник за животными Гас Хэйден                      |
| Кевин Хеффернан | дрессировщик животных Уитакер                        |
| Эшли Скотт      | турагент Шерил                                       |
| Гарри Хэмлин    | ведущий конкурирующего телешоу о природе Скай Пирсон |
| Джо Дон Бейкер  | старый друг отца Питера Билл Калхун                  |
| Джефф Гарлин    | глава телестудии K-Pip Эд Лоусон                     |
| Эрнест Боргнайн | старый друг отца Питера Майлс                        |
| Оливер Хадсон   | дрессировщик животных Ти Джей                        |
| Блейк Кларк     | исследователь, друг Гаса Дик                         |
| Джейк Абель     | работник службы охраны природы                       |

## Отзывы
Фильм получил крайне негативные отзывы от кинокритиков. На сайте Rotten Tomatoes фильм имеет рейтинг 0 % со средней оценкой 2.2 из 10 на основе 42 рецензий, на Metacritic фильм получил рейтинг 12 % (отвращение) и занял 27-е место в списке худших фильмов.

## Прокат
При бюджете в 5 млн долларов фильм собрал в прокате около трёх миллионов за первый уик-энд и примерно 6,5 миллионов за первые пять недель показа. Таким образом, прибыль составила примерно 40 % от затрат.